# Жужова Гора
Жужова Гора — моренный одиночный холм высотой 142,8 м над уровнем моря на севере Лужской возвышенности, расположен в сельском поселении Лядская волость Плюсского района Псковской области.
Находится в лесном массиве между деревень Полуяково, И́гомель и Погре́бище в расстоянии 4-4.5 километра. Является высшей точкой Плюсского района и Лядской волости.
На вершине горы расположены: разрушенный геодезический знак (местн. — маяк), плоский валун под названием Шишак, следы окопов.

## Исторические сведения
Впервые упоминается в писцовой книге 1571 года, когда возле этого холма стояла ныне несуществующая, а в те времена уже опустевшая, деревня в поместье Ондрея Иванова сына Харламова.

«Дер.Жужола, 3 обжы пусты, пашни в поле на обжу по 3 четверти, а в дву по тому-ж, {а отхожие пашни в Прудищех 4 четверти}, сенного закосу 6 копен на Плюсе на реки; да гора Жужела, около горы верста, а на ней лес сосна.»— [РГАДА, Ф.137 (Боярские и городовые книги), Оп.1, Новгород, № 8, лл. 221об., 222] Фрагмент приведён по редакции: «Новгородские писцовые книги, изданные императорской Археографической комиссией», т.5, СПб, 1905г, ред.С.К.Богоявленский.